# Маніштусу

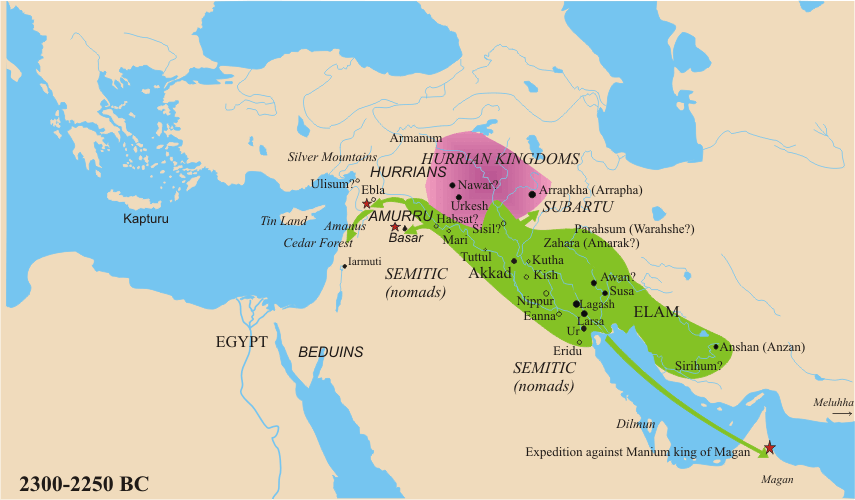
Аккадська імперія за Маніштусу, але зважайте, що напрямок походу в Аравію зображено неправильно, бо цар плив не з Шумеру, а з Еламу

Маніштусу чи Маніштушу — третій цар Аккаду з династії Саргонідів, найімовірніше син Саргона і брат свого попередника Рімуша. Правив 15 чи за іншими даними 7 років. За так званою короткою хронологією правив у 2205–2191 роках до нашої ери. Маніштусу як і його брат загинув насильницькою смертю.

## Життєпис
Продовжив зовнішню політику своїх попередників. Він здійснив похід до Еламу щоб придушити повстання, а також підкорив незалежні раніше регіони цієї країни — Аншан і Ширпхум. Після упокорення Еламу Маніштусу на спорядив на еламському березі Перської затоки флот, переправився з військом на аравійський берег, захопив Дільмун (Бахрейн) і з боями пройшов біля тисячі кілометрів узбережжям. В звіті він повідомляє, що розбив у битві війська 32 міст, а самі їх завоював. Серед підкорених країн є Гуніб, що ймовірно розташовувалася на півострові між Перською та Оманською затоками. Однак в цілому Маніштусу воював відносно небагато і один й той самий напис про перемогу в Еламі повторюється на кількох пам'ятниках.
Головною метою внутрішньої політики царя було зміцнення створеної завоюваннями держави. Для цього Маніштусу намагається отримати підтримку впливових кіл суспільства, зокрема жрецтва. Він спеціальним указом встановлює володіння та доходи храму Шамаша, жертвує йому 30 талантів золота й срібла. В Еламі він присвячує місцевому богу Наруті свою статую тощо. Відомо, що він збудував храм Іштар в Ніневії — через кілька століть правитель Ашшура Шамші-Адад I реставруючи цей храм знайшов там статую та стелу Маніштушу про заснування святилища.
Дуже характерною є земельна політика Маніштусу. Зберігся обеліск його часу, надписи на якому відображають факт купівлі царем в кількох осіб значних земельних володінь біля Кішу та інших міст. Через те, що продавці звуться «братами» і «дітьми», то є усі підстави вважати, що земля купувалася в сільських громад. Але «їдцями срібла», тобто продавцями, виступає не громада, а лише її верхівка — «пани поля» чи «старійшини поля». Судячи з усього, цар скуповував землю в примусовому порядку і за номінальною ціною. Але сам факт свідчить, що навіть правитель не міг просто забрати у громади землю і мусив дотримуватися формальностей — купуючи землю у приватних осіб, треба було укладати угоду при свідках з обох боків, а купуючи значні ділянки одразу навіть «питати дозволу» у місцевих народних зборів. Тобто земля в аккадській державі не була державною власністю, цар не був її верховним власником і змушений був в разі чого купувати її у підданих. У надписі згадується, що потім на цих землях були поселені чиновники та жерці, а також аристократи, серед яких родичі патесі Умми, син патесі Лагаша тощо. Схоже, що цар одночасно збільшував фонд державних земель, винагороджував знать, тим самим отримуючи її підтримку, а заодно ставив у залежне від себе становище.